# Lijst van NMVB-tramlijnen in België
De tramlijnen van de Nationale Maatschappij van Buurtspoorwegen (NMVB) werden vroeger per gebied (meestal per provincie, uitgezonderd Henegouwen) genummerd.
Voor de spoorwegen zie: Lijst van spoorlijnen in België.
De lijnen van de NMVB werden aangeduid met hun "Kapitaalsnummer", een hoofdstuk in de boekhouding waaronder alles wat op een bepaalde lijn(engroep) betrekking had werd geboekt.
Er waren ten slotte ongeveer 200 Kapitalen, beginnend met
- 1 Antwerpen – Hoogstraten – Turnhout
- 2 Oostende – Nieuwpoort – Veurne

enz.

## Lijnen per provincie
De NMVB was georganiseerd in regionale groepen die een grote zelfstandigheid en eigen beleid hadden. De meeste groepen zijn uiteindelijk samengevoegd tot een groep per provincie. Daarom worden de lijnen per provincie beschreven.

### Kaarten

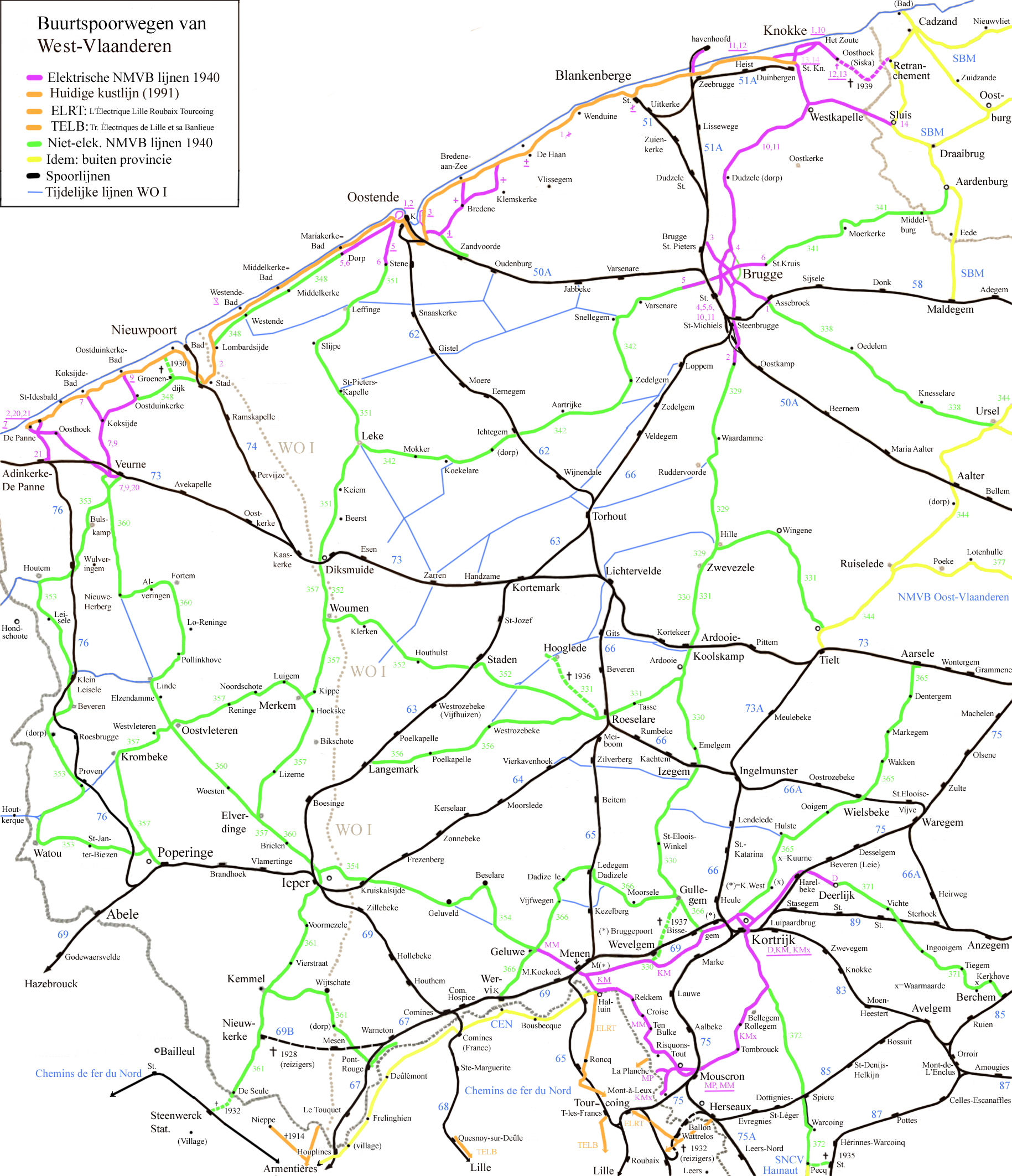
Buurtspoorwegen van de provincie West-Vlaanderen
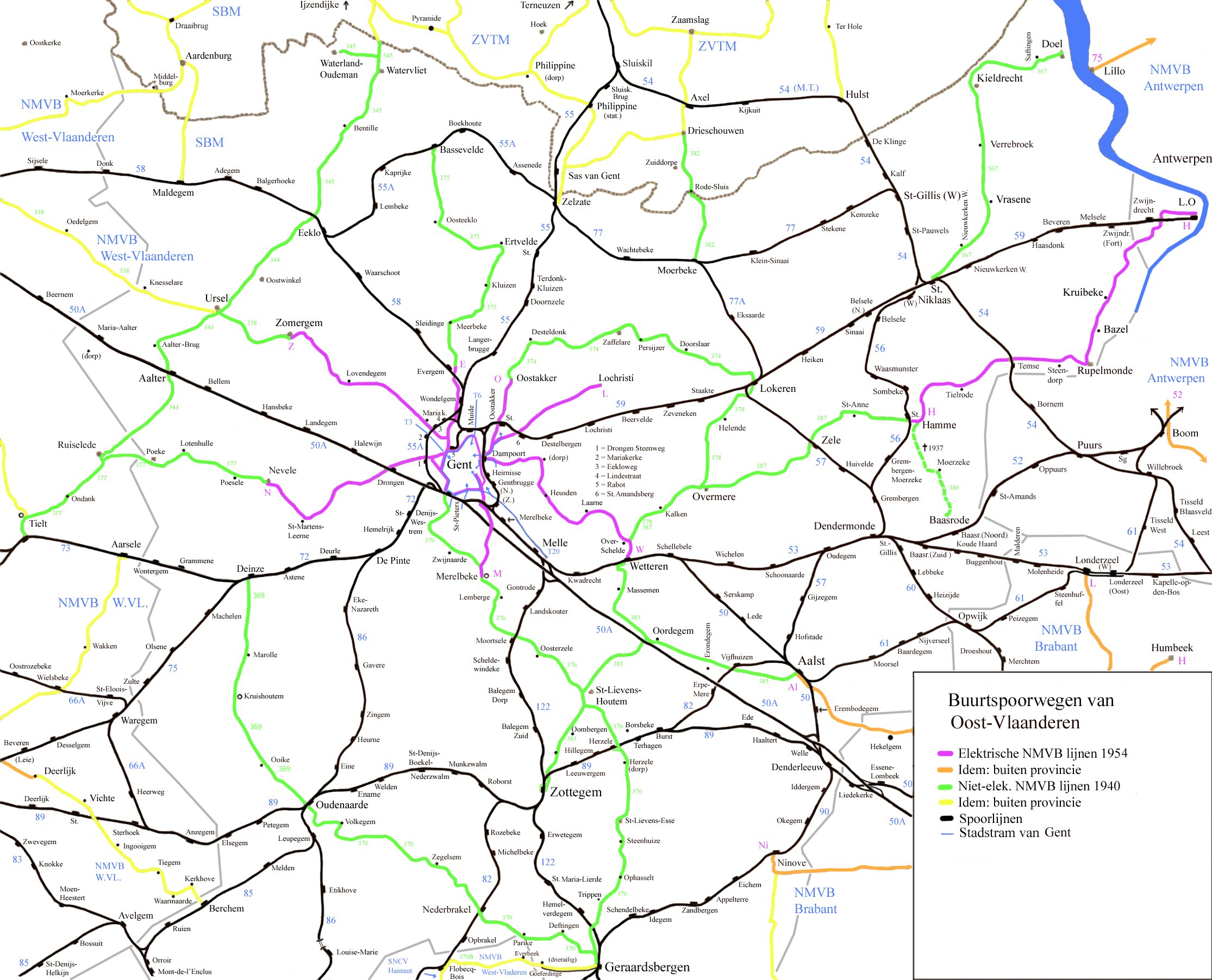
Buurtspoorwegen van de provincie Oost-Vlaanderen
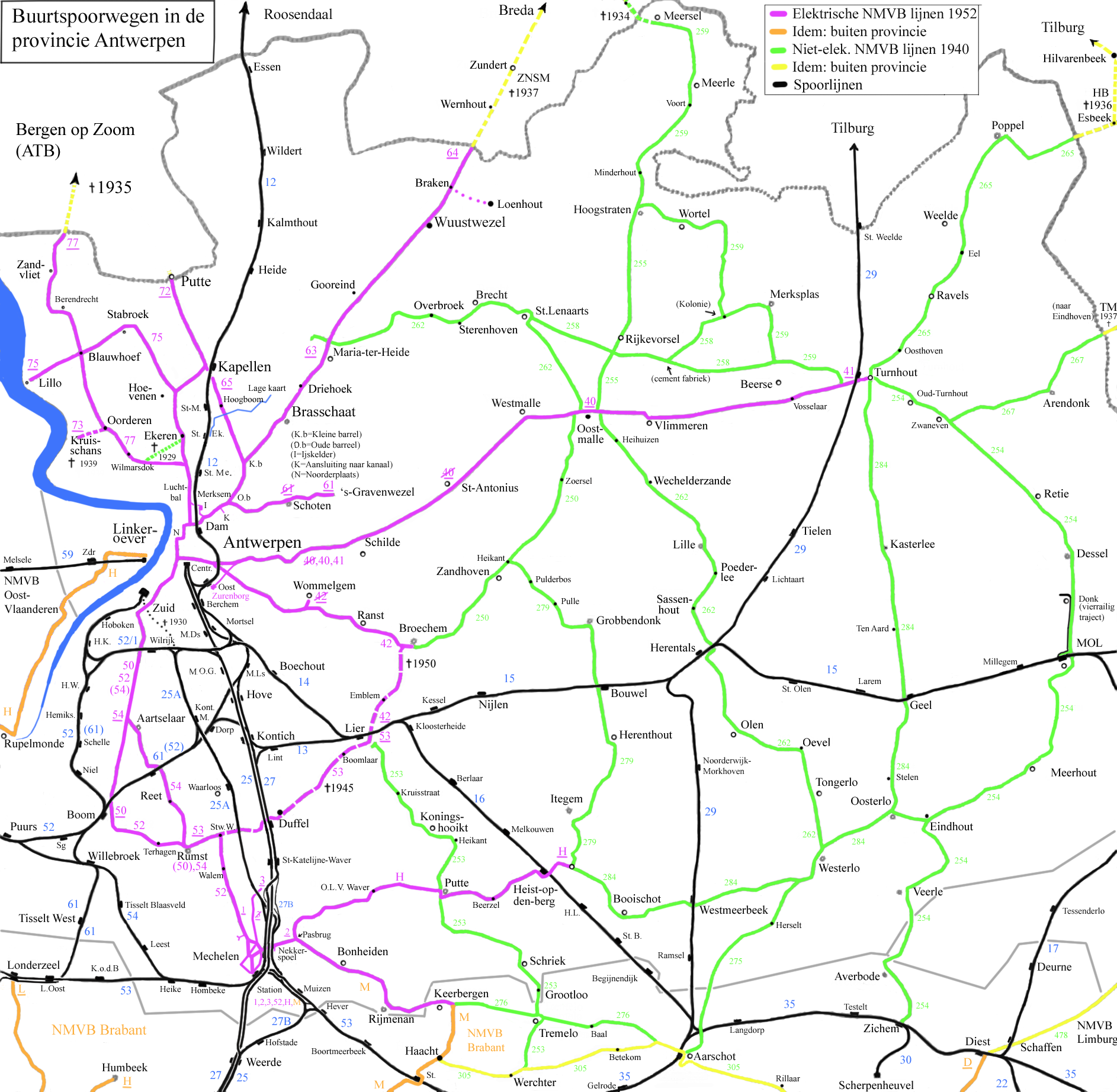
Buurtspoorwegen van de provincie Antwerpen
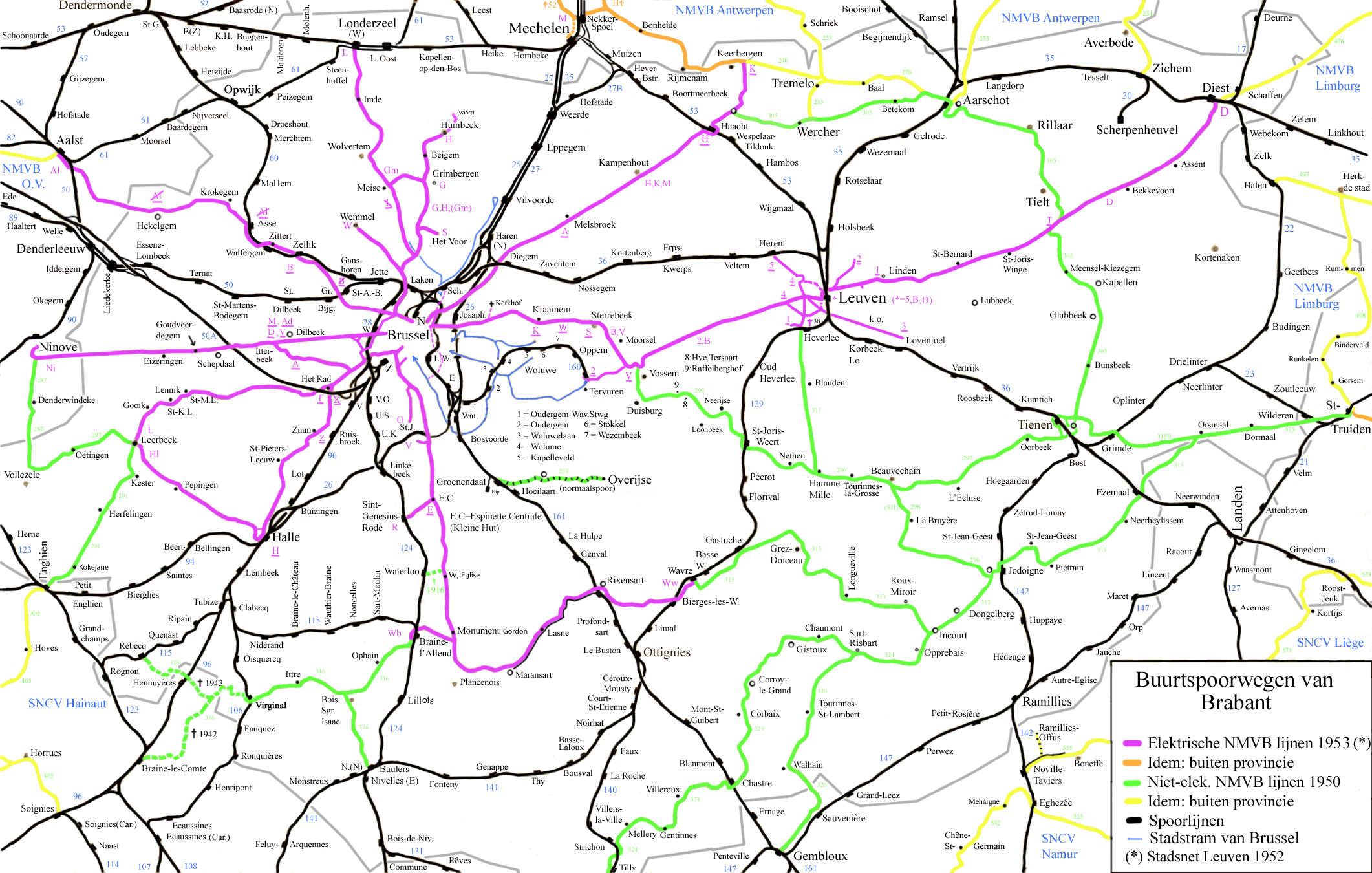
Buurtspoorwegen van de provincie Brabant
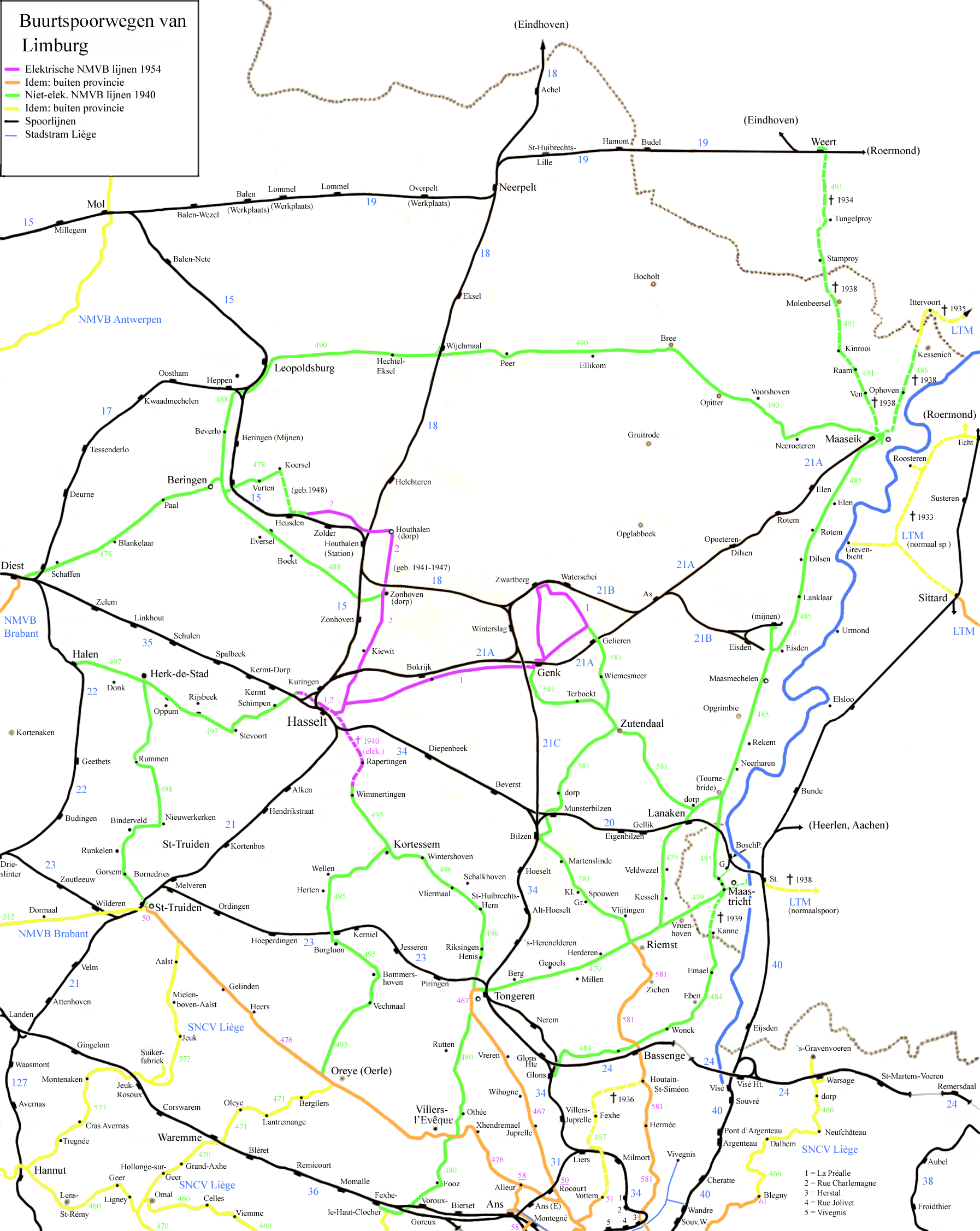
Buurtspoorwegen van de provincie Limburg
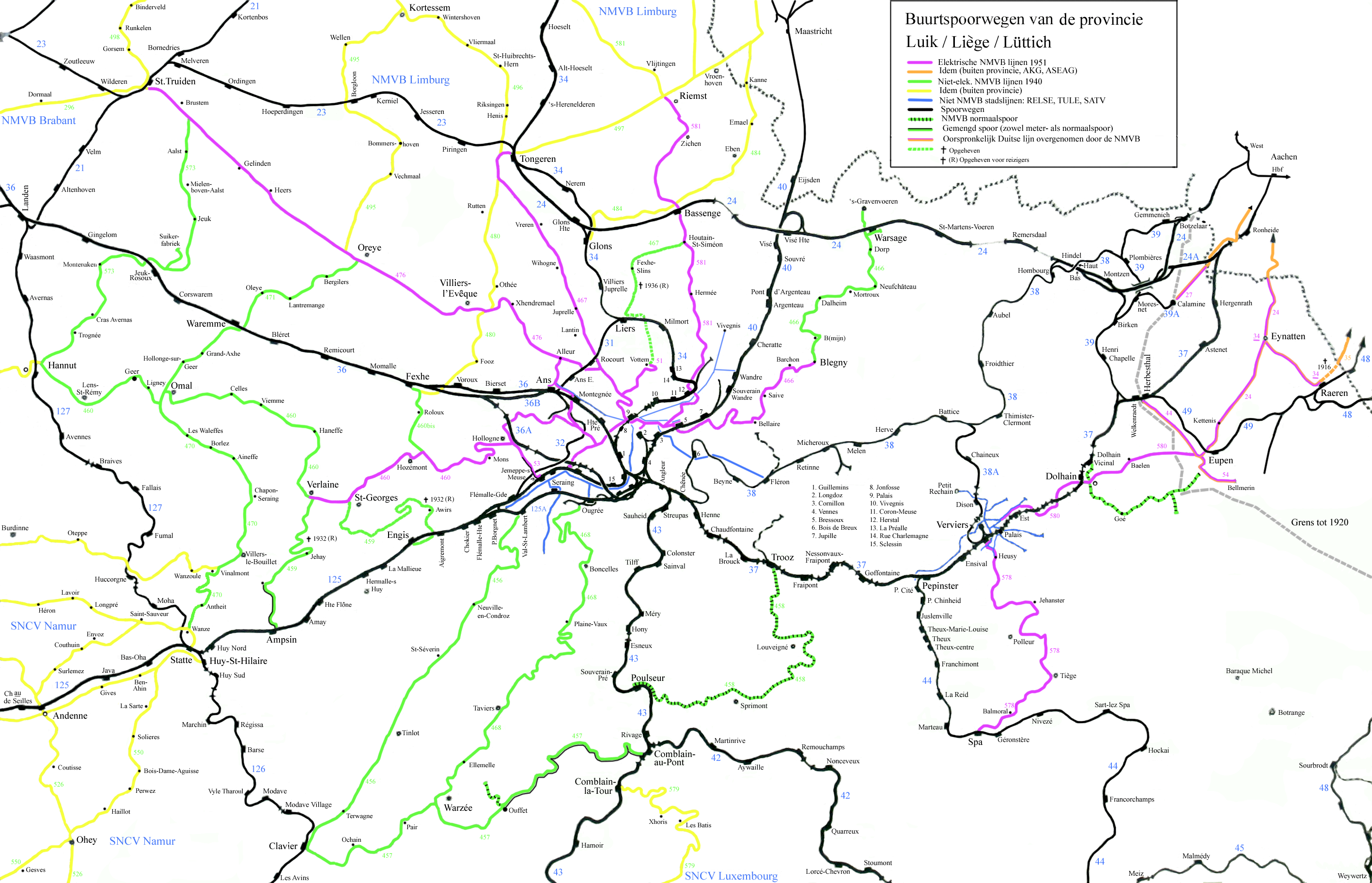
Buurtspoorwegen van de provincie Luik
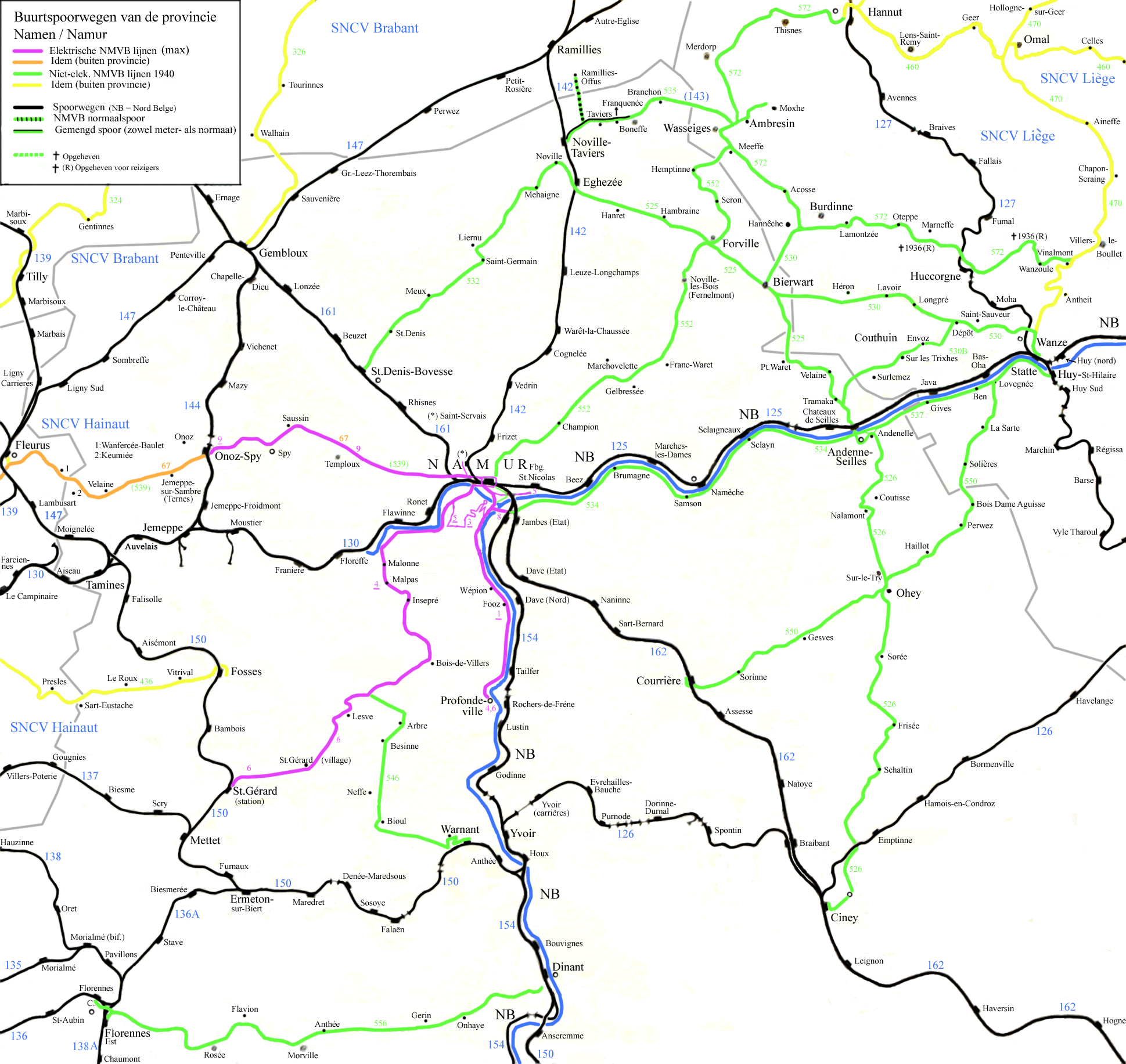
Buurtspoorwegen in het noordelijke gedeelte van de provincie Namen
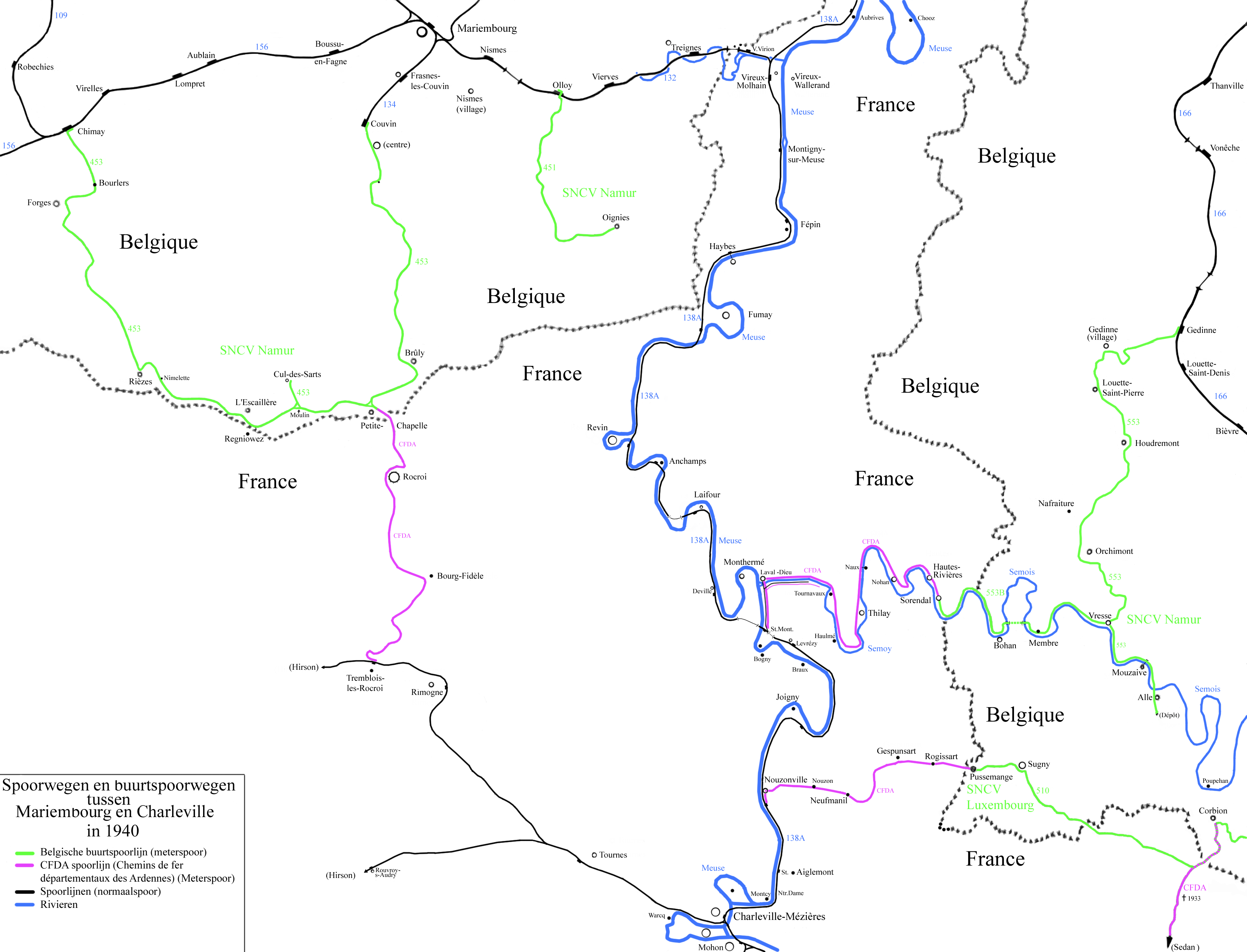
Kaart van het zuiden van de provincie Namen, met buurtspoorweglijnen

## Nog bestaande voormalige tramlijnen van de NMVB

### West-Vlaanderen
Kustlijn:
In exploitatie bij De Lijn: 
- 1 Knokke – Oostende
- 2 Oostende – De Panne-dorp
- 13/14/21 De Panne(traject tussen De Panne en Adinkerke)

De vermelde lijnnummers zijn voormalige nummers. Er worden nu geen nummers meer gebruikt. En tegenwoordig is de lijn Knokke-Oostende-Adinkerke/De Panne-station één doorgaande lijn.

### Oost-Henegouwen
Métro Léger de Charleroi: exploitatie door de TEC. Vanaf 27 februari 2012 is een nieuwe lijnnummering die geen verband meer heeft met de oude NMVB-lijnnummering:
- Lijn 54 Charleroi-Gare Centrale – Gilly (is nooit door de NMVB geëxploiteerd, wel gebouwd); sinds 27 februari 2012: lijn M4
- Lijn 55 Charleroi-Parc – Gilly (is nooit door de NMVB geëxploiteerd, wel gebouwd); sinds 27 februari 2012: lijn M4
- Lijn 88 Charleroi-Parc – Pétria – Anderlues; sinds 27 februari 2012: lijn M1 en lijn M2
- Lijn 89 Charleroi-Gare Centrale – Pétria – Anderlues; sinds 27 februari 2012: lijn M1 en lijn M2

Tot 27 februari 2012 maakten de lijnen 88 en 89 vanaf Anderlues gebruik van de oude lijn 90 Charleroi – Anderlues – La Louvière. Sindsdien zijn dat lijnen M1 en M2.
Verder maakt het tramnet deels gebruik van de oude tramlijn 62: Charleroi – Jumet – Gosselies – Binche, echter alleen op het deel Charleroi – Gosselies. Sinds 21 juni 2013 kwam hier lijn M3 te rijden.

### Provincie Luxemburg
- Tramway Touristique de l'Aisne: Érezée – Dochamps
- Tram van Han: Han-sur-Lesse (zijtak naar de grotten)